# Iekaterínovski
|  | Per a altres significats, vegeu «Iekaterínovski (Krasnodar)». |

Iekaterínovski, en rus Екатериновский, és un khútor del raion de Guiaguínskaia, a la República d'Adiguèsia, a Rússia. És a 27 km a l'est de Guiaguínskaia i a 26 km al nord-est de Maikop, la capital de la república. Pertany al municipi de Serguíevskoie.